# Wilson County (Kansas)
Wilson County is een county in de Amerikaanse staat Kansas.
De county heeft een landoppervlakte van 1.486 km² en telt 10.332 inwoners (volkstelling 2000). De hoofdplaats is Fredonia.